# ايزومي أكي
ايزومي أكي (باليابانية: 亜希いずみ؛ بالكانا: あき いずみ) هي ممثلة يابانية، ولدت في 15 مايو 1960.

## وصلات خارجية
- ايزومي أكي على موقع IMDb (الإنجليزية)